# Кристиансен, Оле Кирк
Оле Кирк Кристиансен (дат. Ole Kirk Christiansen, 7 апреля 1891 — 11 марта 1958) — датский предприниматель и изобретатель, основатель компании LEGO, миллиардер.

## Биография
Родился в 1891 году в селе Филсков, Ютландия (западная Дания). Был 10-м ребёнком в бедной фермерской семье.
В 1905 году 14-летний Оле был учеником старшего брата, Кристиана, чтобы обучиться плотницким работам. В 1911 году Оле покидает Данию, чтобы работать за границей в качестве плотника. Поначалу он работал в Германии, а потом в Норвегии.
В 1916 году Оле возвращается в Данию и, используя свои сбережения, купил «Биллундский столярный цех и лесной склад», который послужил его магазином древесины и домом. В этом же году Оле женился на Кирстин Серенсен, которую повстречал в вышеупомянутой Норвегии. У них родилось четверо сыновей — Йоханнес, Карл Георг, Готфрид и Герхард. Однако в 1932 году Кирстин умерла, оставив Оле одного с четырьмя малолетними детьми.

### Основание LEGO
В начале 1930-х годов Оле основал компанию по производству предметов для повседневного обихода, основную прибыль которой приносили гладильные доски и лестницы. Вместе с ним в компании трудился и его сын, Готфрид, который начал работать с отцом с 12 лет. Однако с началом финансового кризиса его дела резко пошли на спад. Тогда они вдвоём занялись производством пользовавшихся спросом деревянных игрушек. Компанию по производству игрушек Кристиансен назвал LEGO, соединив два датских слова — leg и godt (играть и хорошо). Поначалу Кристиансен развивал бизнес понемногу, в 1930-х годах в компании работало 7 человек. Позже слово «LEGO» легло и в название компании и стало всемирно известным брендом, а тогда, в 1930-х компания Кристиансена начала изготовление деревянных машинок-фургонов и миниатюрных наборов мебели.
В 1942 году фабрика Кристиансена сгорела. Впрочем, Оле сумел восстановить её, построив на этот раз более массивные здания, и в середине 1940-х годов она была преобразована в семейное предприятие, на котором трудилось уже около 40 служащих.
С 1947 года кубики стали пластмассовыми и, кроме того, обзавелись штырьками, получив возможность соединяться друг с другом. Так появились на свет первые конструкторы LEGO. Через пару лет, в 1949 году была произведена первая партия деревянных и пластиковых элементов, которые легко соединялись между собой. В 1953 году началось производство знаменитых кубиков LEGO, а 1 мая 1954 года в Дании было официально зарегистрировано название «LEGO». К тому моменту директором семейной компании был уже сын Оле, Готфрид, который вступил в должность в день своего 31-летия.

### Смерть
В 1951 году Оле перенёс инсульт, после чего его здоровье не восстановилось. Он дожил до 66 лет и умер в начале марта 1958 года.

## Семья
- Отец — Йенс Нильс Кристиансен, фермер.
- Мать — Кирстин Кристиансен (Андерсен)
- Жена — Кирстин Серенсен (?—1932)
  - Сын — Йоханнес Кристиансен (1917—?)
  - Сын — Карл Георг Кирк Кристиансен (1919—?), в 1957 году был назначен начальником отдела пластмасс для LEGO, в 1960 году начал собственный бизнес «Bilofix» со своим братом, Герхардом.
  - Сын — Готфрид Кирк Кристиансен (1920—1995), был директором Lego Group в 1957—1979 годах.
    - Внук — Кьелль Кирк Кристиансен (род. 1947), был генеральным директором Lego Group в 1979-2004 годах, сейчас заместитель председателя правления Lego Group.
    - Внучки — Гунхильд Кирк Йохансен (род. 1944) и Ханне Кирк Кристиансен (1949—1969)

  - Сын — Герхард Кирк Кристиансен (1926—?), в 1960 году начал собственный бизнес «Bilofix» со своим братом, Карлом Георгом.